# 오노다촌 (시즈오카현)
오노다촌(小野田村)은 시즈오카현 나가카미군·하마나군에 설치되었던 촌이다. 현재의 하마마쓰시 주오구, 하마나구에 해당한다.